# KC & the Sunshine Band
KC & the Sunshine Band är en musikgrupp,  bildad 1973 i Hialeah, Florida. De var på 1970-talet en av de populäraste discogrupperna. Bland deras kändaste låtar kan nämnas Get Down Tonight, Thats the Way (I Like It) och Shake Your Booty. Alla tre nådde förstaplatsen på Billboard Hot 100-listan i USA och blev stora hitsinglar i många andra länder. "KC" i titeln på artistnamnet kommer av frontfiguren i gruppen, sångaren Harry Wayne "KC" Casey (född 31 januari 1951 i Opa-locka, Florida). Han och basisten Richard Finch startade gruppen och kom att skriva de flesta av dess låtar. Övriga medlemmar i gruppen var Jerome Smith (gitarr) Kenneth Faulk (trumpet), Fermin Goytisolo (slagverk), Whit Sidener (saxofon), och Vinnie Tanno (trumpet).
De började sin karriär med en mer funkinspirerad ljudbild. Det kan man till exempel lägga märke till på titelspåret på gruppens debutalbum, Do It Good som lanserades 1974. Albumet innehöll singeln Queen of Clubs som blev en hit i Storbritannien, men bara en mindre framgång i USA. Samma är spelade delar av bandet också på George McCraes stora hitsingel Rock Your Baby, som skrivits av Casey och Finch.
På gruppens andra självbetitlade album närmade man sig discomusik, även om funken till stor del var närvarande i bakgrunden. Det var med detta album gruppen slog igenom stort med discoklassikerna Get Down Tonight och That's the Way (I Like It).
Nästa år, 1976 lanserades (Shake, Shake, Shake) Shake Your Booty, ännu en av gruppens storsäljare och mest kända låtar. Den inkluderades tillsammans med hitsinglarna I'm Your Boogie Man och Keep It Comin' Love på albumet Part 3. 1978 togs deras låt Boogie Shoes med på soundtracket till filmen Saturday Night Fever, och låten som tidigare släppts som b-sida på singel blev nu en mindre hit. Mot slutet av 1970-talet tappade gruppen i popularitet, men hade hyfsad framgång med Do You Wanna Go Party 1979, och fick en sista listetta i USA med Please Don't Go 1980 (för övrigt 1980-talets allra första etta på Billboard Hot 100).
Under det tidiga 1980-talet var dock discoeran förbi, och gruppen upplöstes. "KC" fick en hit som soloartist 1983 med låten Give It Up. Gruppen återförenades av Harry Casey på 1990-talet med en nästan helt ny lineup för att ge konserter, och många av deras album gavs under tidpunkten ut på nytt med mera material.

## Diskografi, album
- Do It Good (1974)
- KC & the Sunshine Band (1975)
- The Sound of Sunshine (1975)
- Part 3 (1976)
- I Like Too Do It (1977)
- Who Do Ya Love (1978)
- Do You Wanna Go Party (1979)
- Space Cadet (1981)
- The Painter (1981)

### Singlar
| År                                         | Singel                                      | Plats på listan | Plats på listan | Plats på listan | Plats på listan | Plats på listan | Plats på listan | Album                             |
| År                                         | Singel                                      | US              | US R&B          | US Dance        | US AC           | UK              | S               | Album                             |
| ------------------------------------------ | ------------------------------------------- | --------------- | --------------- | --------------- | --------------- | --------------- | --------------- | --------------------------------- |
| 1973                                       | "Blow Your Whistle"                         | —               | 27              | —               | —               | —               | —               | Do It Good                        |
| 1974                                       | "Queen of Clubs"                            | 66              | 25              | —               | —               | 7               | —               | Do It Good                        |
| 1974                                       | "Sound Your Funky Horn"                     | —               | 21              | —               | —               | 17              | —               | Do It Good                        |
| 1974                                       | "I'm a Pushover"                            | —               | 57              | —               | —               | —               | —               | Do It Good                        |
| 1975                                       | "Get Down Tonight"                          | 1               | 1               | 6               | —               | 21              | —               | KC and the Sunshine Band          |
| 1975                                       | "That's the Way (I Like It)"                | 1               | 1               | 1               | —               | 4               | 3               | KC and the Sunshine Band          |
| 1975                                       | "Shotgun Shuffle"                           | 88              | 25              | —               | —               | —               | —               | The Sound of Sunshine             |
| 1975                                       | "I'm So Crazy ('Bout You)"                  | —               | —               | —               | —               | 34              | —               | KC and the Sunshine Band          |
| 1976                                       | "(Shake, Shake, Shake) Shake Your Booty"    | 1               | 1               | 9               | —               | 22              | 12              | Part 3                            |
| 1976                                       | "Wrap Your Arms Around Me"                  | 48              | 24              | —               | —               | —               | —               | Part 3                            |
| 1976                                       | "I Like to Do It"                           | 37              | 4               | —               | —               | —               | —               | Part 3                            |
| 1977                                       | "I'm Your Boogie Man"                       | 1               | 3               | —               | —               | 41              | —               | Part 3                            |
| 1977                                       | "Keep It Comin' Love"                       | 2               | 1               | —               | 36              | 31              | —               | Part 3                            |
| 1978                                       | "Black Water Gold"                          | —               | —               | 28              | —               | —               | —               | Fristående singel                 |
| 1978                                       | "Boogie Shoes"                              | 35              | 29              | —               | —               | 34              | —               | Saturday Night Fever (soundtrack) |
| 1978                                       | "It's the Same Old Song"                    | 35              | 30              | —               | —               | 47              | —               | Who Do Ya Love                    |
| 1978                                       | "Do You Feel All Right?"                    | 63              | —               | —               | —               | —               | —               | Who Do Ya Love                    |
| 1978                                       | "Who Do Ya Love"                            | 68              | —               | —               | —               | —               | —               | Who Do Ya Love                    |
| 1979                                       | "Do You Wanna Go Party"                     | 50              | 8               | —               | —               | —               | —               | Do You Wanna Go Party             |
| 1979                                       | "Please Don't Go"                           | 1               | —               | —               | 27              | 3               | —               | Do You Wanna Go Party             |
| 1979                                       | "Que Pasa"                                  | —               | —               | —               | —               | —               | —               | Do You Wanna Go Party             |
| 1980                                       | "Yes, I'm Ready" (with Teri DeSario)        | 2               | 20              | —               | 1               | —               | —               | Moonlight Madness'                |
| 1980                                       | "Dancing in the Street" (with Teri DeSario) | 66              | —               | —               | —               | —               | —               | Moonlight Madness'                |
| 1980                                       | "Let's Go Rock and Roll"                    | —               | —               | —               | —               | —               | —               | Greatest Hits                     |
| 1980                                       | "Make Me a Star"                            | —               | —               | —               | —               | —               | —               | Space Cadet                       |
| 1980                                       | "Space Cadet"                               | —               | —               | —               | —               | —               | —               | Space Cadet                       |
| 1981                                       | "Redlight"                                  | —               | —               | —               | —               | —               | —               | Space Cadet                       |
| 1981                                       | "Love Me"                                   | —               | —               | —               | —               | —               | —               | The Painter                       |
| 1981                                       | "Something's Happening"                     | —               | —               | —               | —               | —               | —               | The Painter                       |
| 1982                                       | "(You Said) You'd Gimmie Some More"         | —               | —               | 9               | —               | 41              | —               | All in a Night's Work             |
| 1982                                       | "Don't Run (Come Back to Me)"               | 103             | —               | —               | 12              | —               | —               | All in a Night's Work             |
| 1983                                       | "Give It Up"                                | 18              | —               | —               | —               | 1               | 12              | KC Ten                            |
| 1984                                       | "Are You Ready?"                            | 104             | —               | —               | —               | —               | —               | KC Ten                            |
| 1990                                       | "Game of Love"                              | —               | —               | —               | —               | —               | —               | Non-album song                    |
| 1992                                       | "Please Don't Go '92"                       | —               | —               | —               | —               | —               | —               | Oh Yeah!                          |
| 1993                                       | "Megamix (The Official Bootleg)"            | —               | —               | —               | —               | —               | —               | Oh Yeah!                          |
| 1993                                       | "Will You Love Me in the Morning"           | —               | —               | —               | —               | —               | —               | Oh Yeah!                          |
| 2001                                       | "I'll Be There for You"                     | —               | —               | —               | —               | —               | —               | I'll Be There for You             |
| "—" markerar singel som inte listnoterades |                                             |                 |                 |                 |                 |                 |                 |                                   |